# قائمة قادة كوريا الشمالية

علم كوريا الشمالية

علم حزب العمال الكوري

هذه القائمة تقدم قائمة قادة جمهورية كوريا الديمقراطية الشعبية منذ إنشاء المناصب.

## الزعيم الأعلى لكوريا الشمالية
| No | الصورة                                                          | الاسم (الميلاد–الوفاة)                         | المناصب الأخرى                                             | الفترة                         | المدة                                              |
| -- | --------------------------------------------------------------- | ---------------------------------------------- | ---------------------------------------------------------- | ------------------------------ | -------------------------------------------------- |
| 1  |                                                                 | كيم إل سونغ 김일성 (1912–1994)                 | رئيس مجلس وزراء كوريا الشمالية                             | 9 سبتمبر 1948 – 28 ديسمبر 1972 | 9 سبتمبر 1948 — 8 يوليو 1994 (45 سنوات و302 أيام)  |
| 1  | رئيس حزب العمال الكوري                                          | كيم إل سونغ 김일성 (1912–1994)                 | 24 يونيو 1949 – 12 أكتوبر 1966                             |                                | 9 سبتمبر 1948 — 8 يوليو 1994 (45 سنوات و302 أيام)  |
| 1  | الأمين الأول لحزب العمال الكوري                                 | كيم إل سونغ 김일성 (1912–1994)                 | 12 أكتوبر 1966 – 8 يوليو 1994                              |                                | 9 سبتمبر 1948 — 8 يوليو 1994 (45 سنوات و302 أيام)  |
| 1  | الرئيس الأبدي للجمهورية                                         | كيم إل سونغ 김일성 (1912–1994)                 | 28 ديسمبر 1972 – 8 يوليو 1994                              |                                | 9 سبتمبر 1948 — 8 يوليو 1994 (45 سنوات و302 أيام)  |
| 2  |                                                                 | كيم جونغ إل 김정일 (1941–2011)                 | رئيس لجنة الدفاع الوطني لجمهورية كوريا الشعبية الديمقراطية | 9 أبريل 1993 – 17 ديسمبر 2011  | 8 يوليو 1994 — 17 ديسمبر 2011 (17 سنوات و162 أيام) |
| 2  | الأمين الأول لحزب العمال الكوري                                 | كيم جونغ إل 김정일 (1941–2011)                 | 8 أكتوبر 1997 – 17 ديسمبر 2011                             |                                | 8 يوليو 1994 — 17 ديسمبر 2011 (17 سنوات و162 أيام) |
| 3  |                                                                 | كيم جونغ أون 김정은 (مواليد 1982 أو 1983/1984) | الأمين الأول لحزب العمال الكوري                            | 11 أبريل 2012 – 9 مايو 2016    | 17 ديسمبر 2011 — الآن (13 سنوات و205 أيام)         |
| 3  | أول رئيس للجنة الدفاع الوطني لجمهورية كوريا الشعبية الديمقراطية | كيم جونغ أون 김정은 (مواليد 1982 أو 1983/1984) | 11 أبريل 2012 – 29 يونيو 2016                              |                                | 17 ديسمبر 2011 — الآن (13 سنوات و205 أيام)         |
| 3  | رئيس حزب العمال الكوري                                          | كيم جونغ أون 김정은 (مواليد 1982 أو 1983/1984) | 9 مايو 2016 – 10 يناير 2021                                |                                | 17 ديسمبر 2011 — الآن (13 سنوات و205 أيام)         |
| 3  | رئيس لجنة شؤون دولة كوريا الشمالية                              | كيم جونغ أون 김정은 (مواليد 1982 أو 1983/1984) | 29 يونيو 2016 – الآن                                       |                                | 17 ديسمبر 2011 — الآن (13 سنوات و205 أيام)         |
| 3  | الأمين الأول لحزب العمال الكوري                                 | كيم جونغ أون 김정은 (مواليد 1982 أو 1983/1984) | 10 يناير 2021 – الآن                                       |                                | 17 ديسمبر 2011 — الآن (13 سنوات و205 أيام)         |

## قادةحزب العمال الكوري
| الصورة | الاسم        | بداية الحكم    | نهاية الحكم    | ملاحظات                       |
| ------ | ------------ | -------------- | -------------- | ----------------------------- |
|        | كيم دو بونغ  | 28 أغسطس 1946  | 30 يونيو 1949  | رئيس اللجنة المركزية          |
|        | كيم إل سونغ  | 30 يونيو 1949  | 11 أكتوبر 1966 | رئيس اللجنة المركزية          |
|        | كيم إل سونغ  | 11 أكتوبر 1966 | 8 يوليو 1994   | الأمين العام للجنة المركزية   |
|        | كيم جونغ إل  | 8 أكتوبر 1997  | 17 ديسمبر 2011 | الأمين العام للجنة المركزية   |
|        | كيم جونغ أون | 11 أبريل 2012  | الآن           | السكرتير الأول للجنة المركزية |

## رؤساء الدولة
| الصورة | الاسم          | بداية الحكم    | نهاية الحكم    | ملاحظات                                    |
| ------ | -------------- | -------------- | -------------- | ------------------------------------------ |
|        | كيم دو بونغ    | 9 سبتمبر 1948  | 20 سبتمبر 1957 | رئيس اللجنة الدائمة للجمعية الشعبية العليا |
|        | شوي يونغ كون   | 20 سبتمبر 1957 | 28 ديسمبر 1972 | رئيس اللجنة الدائمة للجمعية الشعبية العليا |
|        | كيم إل سونغ    | 28 ديسمبر 1972 | الآن           | الرئيس الأبدي للجمهورية                    |
|        | يانغ هيونغ سوب | 8 يوليو 1994   | 5 سبتمبر 1998  | رئيس هيئة رئاسة الجمعية الشعبية العليا     |
|        | كيم يونج نام   | 5 سبتمبر 1998  | الآن           | رئيس هيئة رئاسة الجمعية الشعبية العليا     |

## رئيس وزراء كوريا الشمالية
| الصورة | الاسم         | بداية الحكم                  | نهاية الحكم                 |
| ------ | ------------- | ---------------------------- | --------------------------- |
|        | كيم إل سونغ   | 9 سبتمبر 1948                | 28 ديسمبر 1972              |
|        | كيم إل        | 28 ديسمبر 1972               | 29 أبريل 1976               |
|        | باك سونغ شول  | 19 أبريل 1976                | 16 ديسمبر 1977              |
|        | لي جونغ أوك   | 16 ديسمبر 1977               | 27 يناير 1984               |
|        | كانغ سونغ سان | 27 يناير 1984                | 29 ديسمبر 1986              |
|        | لي غون مو     | 29 ديسمبر 1986               | 12 ديسمبر 1988              |
|        | يون هيونغ موك | 12 ديسمبر 1988               | 11 ديسمبر 1992              |
|        | كانغ سونغ سان | 11 ديسمبر 1992               | 21 فبراير 1997              |
|        | هونغ سونغ نام | 21 فبراير 1997 5 سبتمبر 1998 | 5 سبتمبر 1998 3 سبتمبر 2003 |
|        | باك بونغ جو   | 3 سبتمبر 2003                | 11 أبريل 2007               |
|        | كيم يونغ إل   | 11 أبريل 2007                | 7 يونيو 2010                |
|        | شوي يونغ ريم  | 7 يونيو 2010                 | 1 أبريل 2013                |
|        | باك بونغ جو   | 1 أبريل 2013                 | الآن                        |

## رؤساء البرلمان
| الصورة | الاسم          | بداية الحكم    | نهاية الحكم    | ملاحظات                                    |
| ------ | -------------- | -------------- | -------------- | ------------------------------------------ |
|        | كيم دو بونغ    | 9 سبتمبر 1948  | 20 سبتمبر 1957 | رئيس اللجنة الدائمة للجمعية الشعبية العليا |
|        | شوي يونغ كون   | 20 سبتمبر 1957 | 28 ديسمبر 1972 | رئيس اللجنة الدائمة للجمعية الشعبية العليا |
|        | هوانغ جانغ يوب | 28 ديسمبر 1972 | 7 أبريل 1983   | رئيس اللجنة الدائمة للجمعية الشعبية العليا |
|        | يانغ هيونغ سوب | 7 أبريل 1983   | 5 سبتمبر 1998  | رئيس اللجنة الدائمة للجمعية الشعبية العليا |
|        | شوي تاي بوك    | 5 سبتمبر 1998  | الآن           | رئيس الجمعية الشعبية العليا                |

## القائد الأعلى للقوات المسلحة
| الصورة | الاسم        | بداية الحكم         | نهاية الحكم                 | الملاحظات                                        |
| ------ | ------------ | ------------------- | --------------------------- | ------------------------------------------------ |
|        | كيم إل سونغ  | 1950 28 ديسمبر 1972 | 28 ديسمبر 1972 9 أبريل 1993 | رئيس اللجنة العسكرية المركزية لحزب العمال الكوري |
|        | كيم جونغ إل  | 8 أكتوبر 1997       | 17 ديسمبر 2011              | رئيس اللجنة العسكرية المركزية لحزب العمال الكوري |
|        | كيم جونغ أون | 17 ديسمبر 2011      | الآن                        | رئيس اللجنة العسكرية المركزية لحزب العمال الكوري |